# شیشمارف (آلاسکا)
شیشمارف (به انگلیسی: Shishmaref) شهری در ناحیه سرشماری نوم ایالت آلاسکا است که جمعیت آن در سرشماری سال ۲۰۰۰ میلادی ۵۶۲ نفر بوده‌است.